# Écône
Ecône ist ein Weiler der Gemeinde Riddes im Bezirk Martigny im Kanton Wallis in der Schweiz.
Ecône hatte im Jahr 2000 509 Einwohner. Als Sitz der traditionalistischen Priesterbruderschaft St. Pius X. um Erzbischof Marcel Lefebvre wurde der Ort weithin bekannt.

## Geschichte
Ecône war bereits zu römischer Zeit besiedelt, sein damaliger lateinischer Name lautete Esquinium.
Im 13. Jahrhundert gehörte die Domäne Ecône des gleichnamigen Weilers der Gemeinde Riddes (deutsch veraltet Riden) am linken Rhôneufer den Herren von Turn. 1302 verkaufte Peter vom Turn den Hof und die dazugehörigen Güter den Chorherren vom Grossen Sankt Bernhard. 1822 wurde Ecône Sitz der kantonalen Landwirtschaftsschule. Von den Chorherren verwaltet, blieb sie bis 1922 in Betrieb. 1968 wurde das Gut an Privatleute verkauft, die es 1970 der Priesterbruderschaft St. Pius X. überliessen. Das Gut blieb bis 1979 in deren Besitz, das von Marcel Lefebvre in Ecône gegründete Priesterseminar besteht weiterhin.